# Instance nationale indépendante de reconnaissance et réparation
L'Instance nationale indépendante de reconnaissance et réparation (Inirr) est une instance créée en novembre 2021 pour la réparation des violences sexuelles sur mineurs commises par des membres des diocèses de la conférence des évêques de France.

## Histoire
Après la remise du rapport de la Commission indépendante sur les abus sexuels dans l'Église (CIASE) le 5 octobre 2021, la conférence des évêques de France décide de créer une instance chargée de proposer des réparations aux victimes mineurs de prêtres ou de laïcs dans les diocèses, les établissements ou les mouvements de jeunesse catholiques. Marie Derain prend la tête de cette instance. Le processus de reconnaissance comporte plusieurs étapes, avec notamment « la reconnaissance de la responsabilité et notamment la possibilité pour la victime de s’adresser à l’agresseur ».
En novembre 2022, un premier bilan est mitigé, avec la mise en cause de l'Inirr par des collectifs de victimes, estimant que les évaluations des victimes avec un barème sont « froides et humiliantes ». Les délais de prise en charge atteignant, 15 à 24 mois, sont également critiqués.
Les victimes sont invitées à relater leur récit, pour permettre une évaluation et une réparation,. Celle-ci peut-être financière, avec des montants allant jusqu'à 60 000 €, ou symboliques, comme l'installation d'une œuvre d'art d'une victime dans la salle d'attente d'un évêché.